# Pepe Mangual
José Manuel Mangual Guilbe, mieux connu sous le nom Pepe Mangual et né le 23 mai 1952 à Ponce, Porto Rico, est un ancien joueur professionnel de baseball.
Il évolue dans la Ligue majeure de baseball de 1972 à 1977, soit de l'âge de 20 à 25 ans, pour les Expos de Montréal puis, brièvement, les Mets de New York.
Il est le frère d'Ángel Mangual et le cousin de Coco Laboy, deux autres joueurs de baseball.

## Carrière
Pepe Mangual signe son premier contrat professionnel en 1969 avec les Expos de Montréal. Il débute en ligues mineures en 1970 et porte notamment les couleurs des Carnavals de Québec en 1971. Il fait ses débuts dans le baseball majeur avec les Expos le 6 septembre 1972. 
Joueur réserviste faisant la navette entre les mineures et les majeures, il s'installe à temps plein dans le champ extérieur des Expos en 1975 et connaît sa meilleure saison : en 140 matchs joués, il réussit 126 coups sûrs, dont 9 coups de circuit, marque 84 points, en produit 45 et réussit 33 vols de buts, le 6e meilleur total de l'année dans la Ligue nationale.
De 1972 à 1976, Mangual maintient une moyenne au bâton de ,249 en 270 parties jouées pour les Expos, avec 15 circuits, 72 points produits, 139 points marqués, 57 buts volés et un pourcentage de présence sur les buts de ,351.
Le 21 juillet 1976, après 66 matchs joués dans la saison, Montréal l'échange aux Mets de New York avec le lanceur gaucher Jim Dwyer, en retour du joueur de troisième but Wayne Garrett et du voltigeur (et éventuellement joueur de premier but chez les Expos) Del Unser.
Mangual complète sa saison 1976 chez les Mets avec 4 circuits, 25 points produits, 49 points marqués et 24 buts volés. Il ne dispute que 8 matchs pour New York en 1977, jouant le 2 octobre sa dernière partie dans les majeures. Un échange aux Angels de la Californie en juillet 1978 n'aboutit pas à un retour dans les majeures, et Mangual évolue en ligues mineures jusqu'en 1984.
Pepe Mangual a disputé 319 matchs répartis sur 6 saisons dans le baseball majeur. Sa moyenne au bâton en carrière s'élève à ,242 et sa moyenne de présence sur les buts à ,341. Il compte 235 coups sûrs, dont 35 doubles, 6 triples et 16 circuits. Il a compilé 155 points marqués et 83 points. S'il réussit 83 buts volés, il n'a pas particulièrement de succès comme coureur, puisqu'il est retiré en tentative de vol à 64 reprises.